# Боголюбово (Росія)
Боголю́бово (рос. Боголю́бово) — селище в Росії, у Суздальському районі Владимирської області. Центр Боголюбовського сільського поселення.
Розташоване за 10 кілометрів на північний схід від обласного центра Владимира.
Засноване за наказом князя Андрія — другого за старшинством сина Юрія Долгорукого. Пізніше Андрія стали прозивати «Боголюбський» за назвою цього села.

## Населення
| 1859  | 1897  | 1926  | 1959  | 1970  | 1979  | 1989  |
| ----- | ----- | ----- | ----- | ----- | ----- | ----- |
| 1003  | ↗1459 | ↗1474 | ↗2585 | ↗3942 | ↗4171 | ↘4143 |
| 2002  | 2010  |       |       |       |       |       |
| ↗4218 | ↗4494 |       |       |       |       |       |

## Пам'ятки
- Боголюбовський монастир